# European Lesbian* Conference
A European Lesbian* Conference (EL*C) é um seminário internacional focado em lésbicas e um dos maiores já realizados. O primeiro evento foi realiado em outubro de 2017 na Brotfabrik em Viena, Áustria.

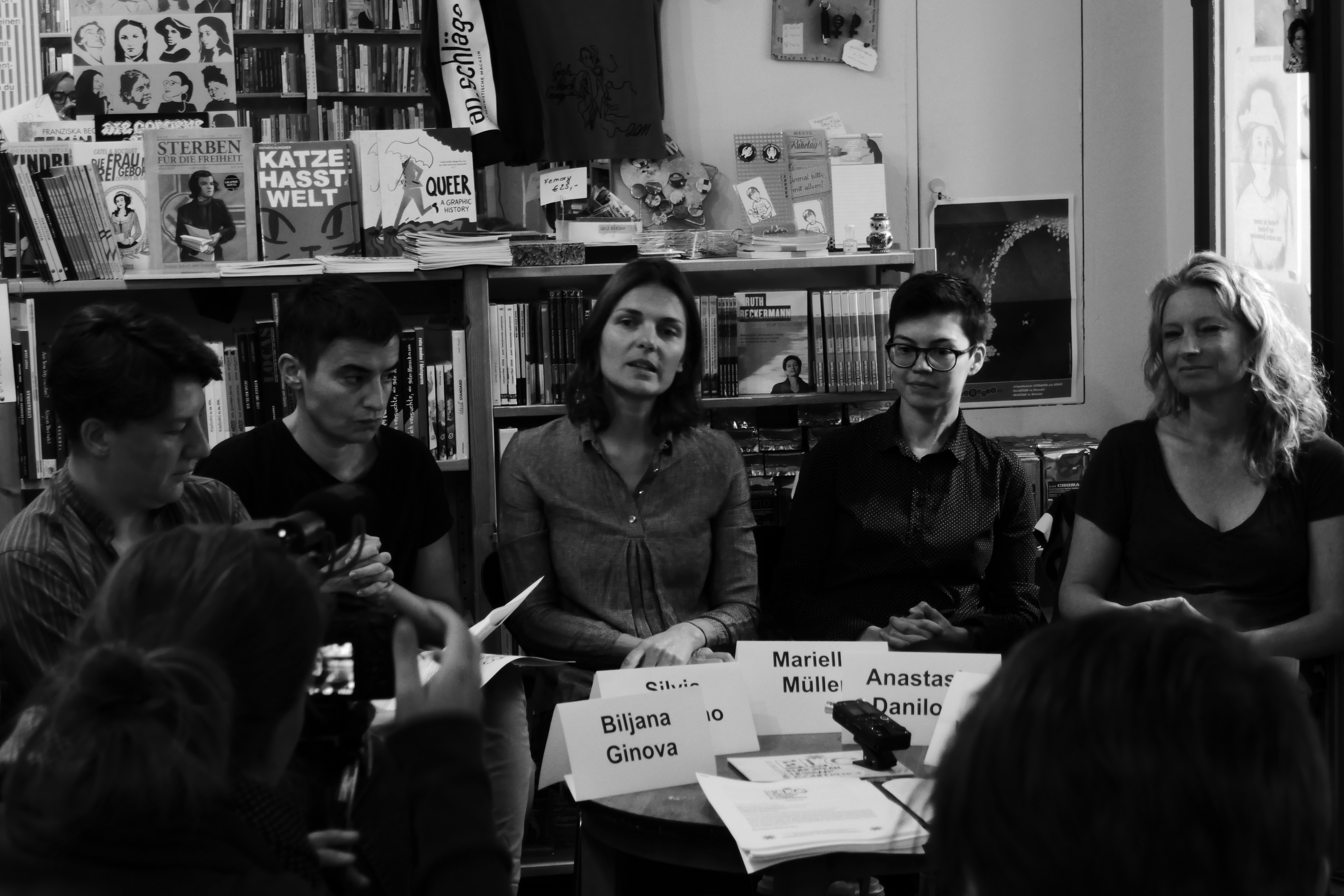
Conferência de imprensa da EL*C em livraria feminista e chicklit

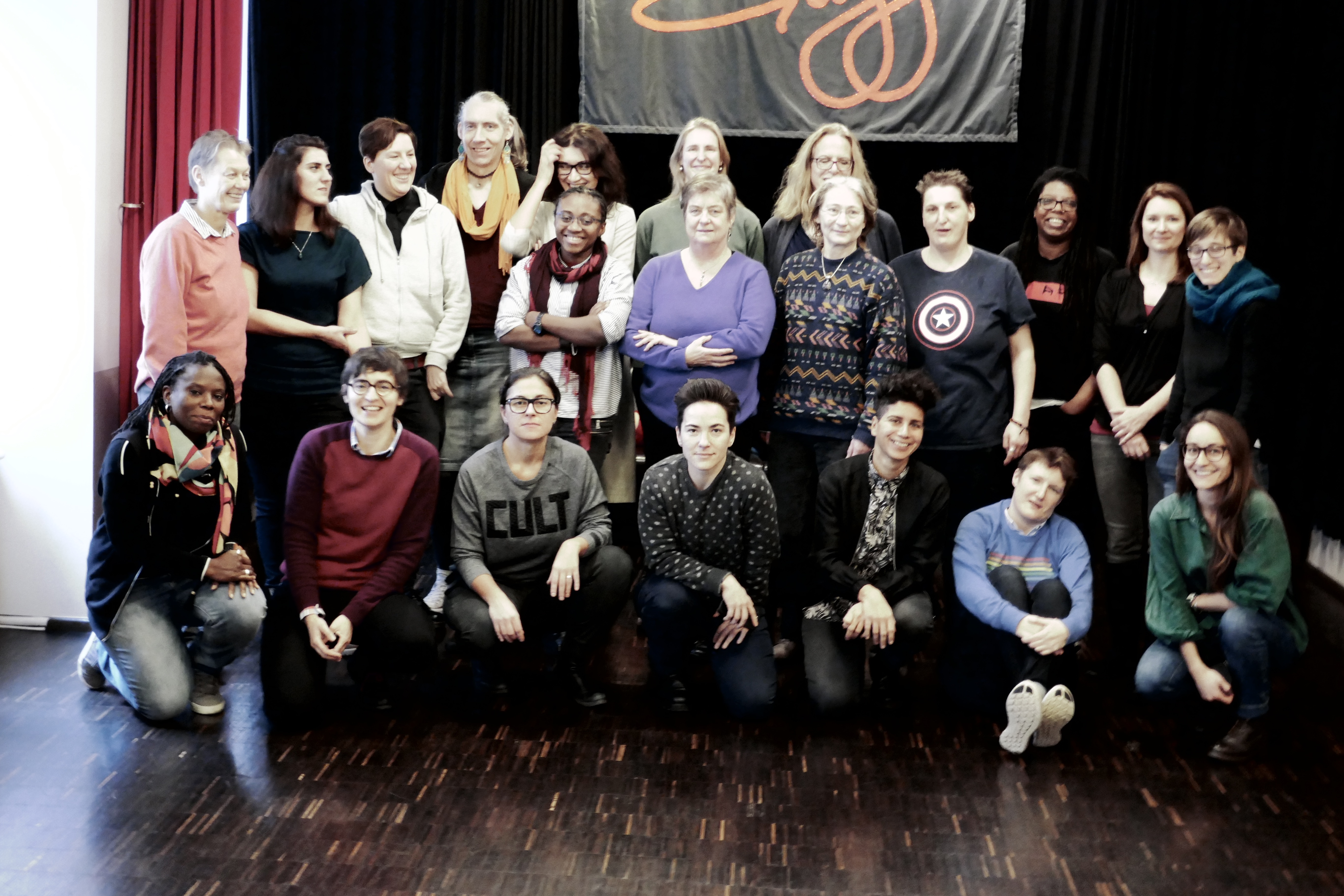
Alguns membros do conselho da European Lesbian* Conference (EL*C) durante uma reunião em Viena em janeiro de 2018

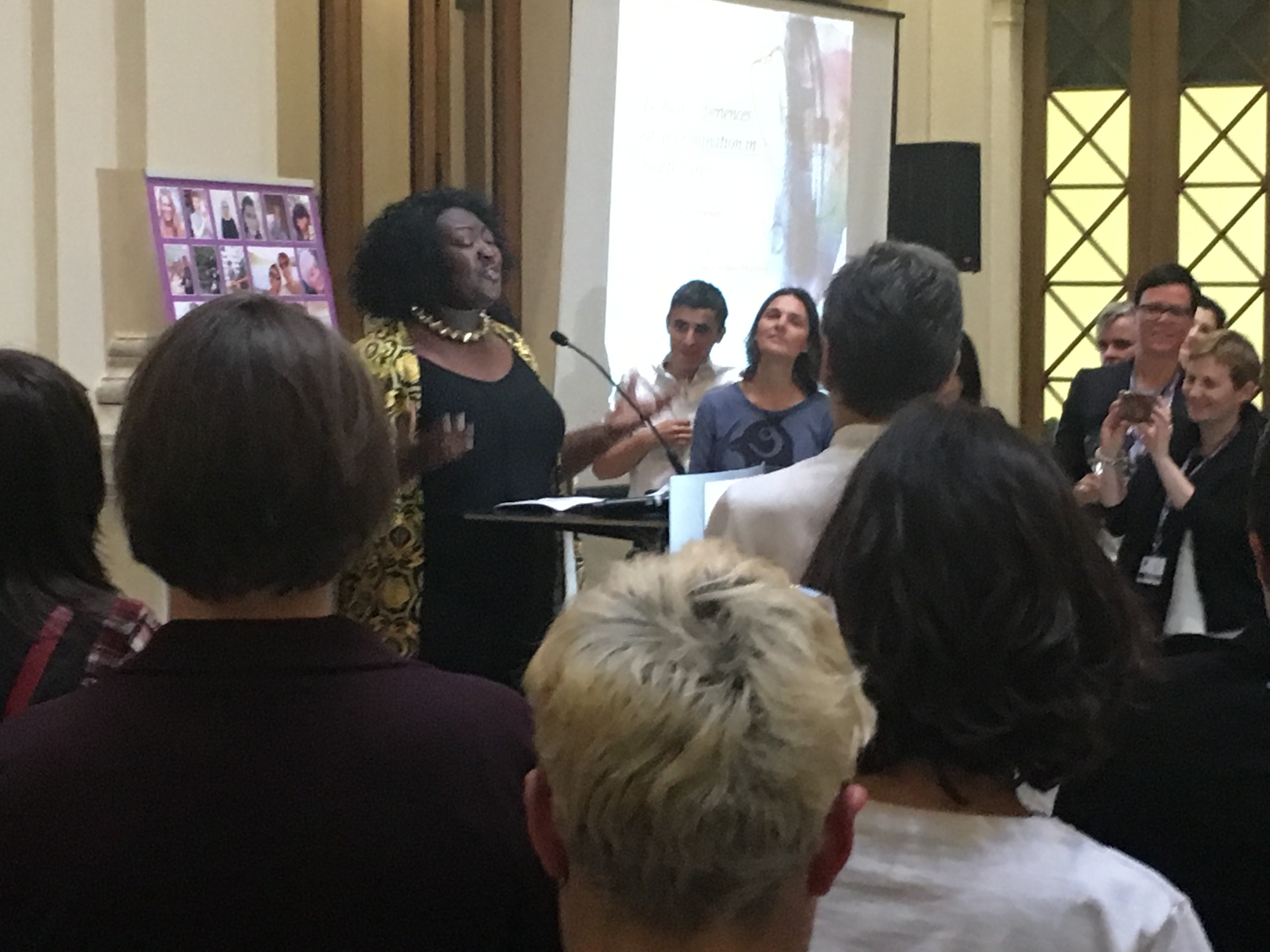
Phyll Opoku-Gyimah na primeira conferência lésbica europeia em Viena, outubro de 2017

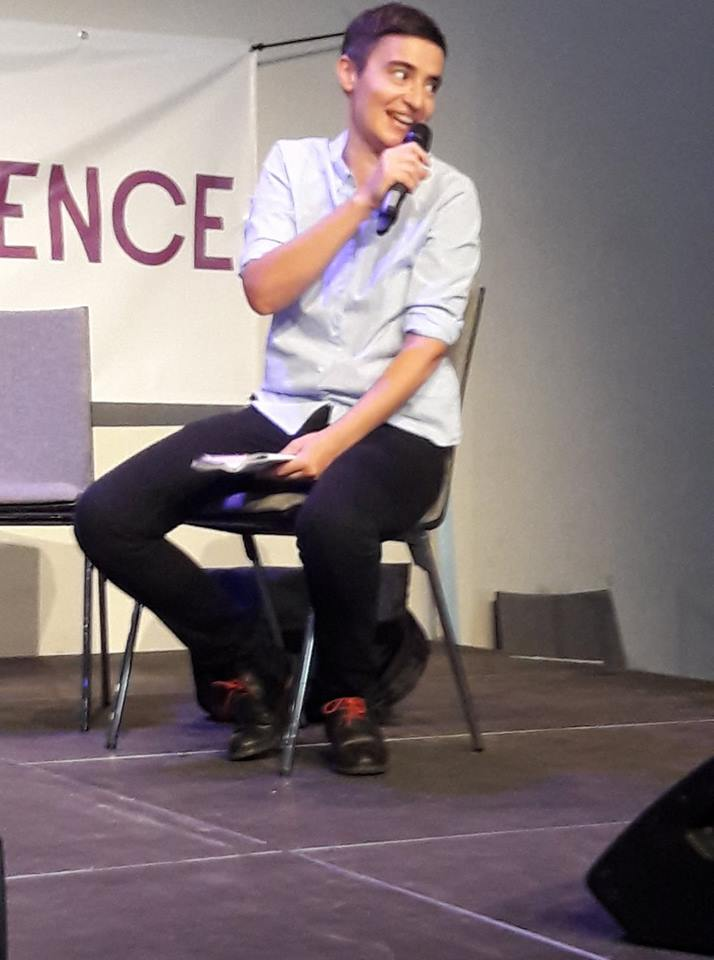
Silvia Casalino na European Lesbian* Conference

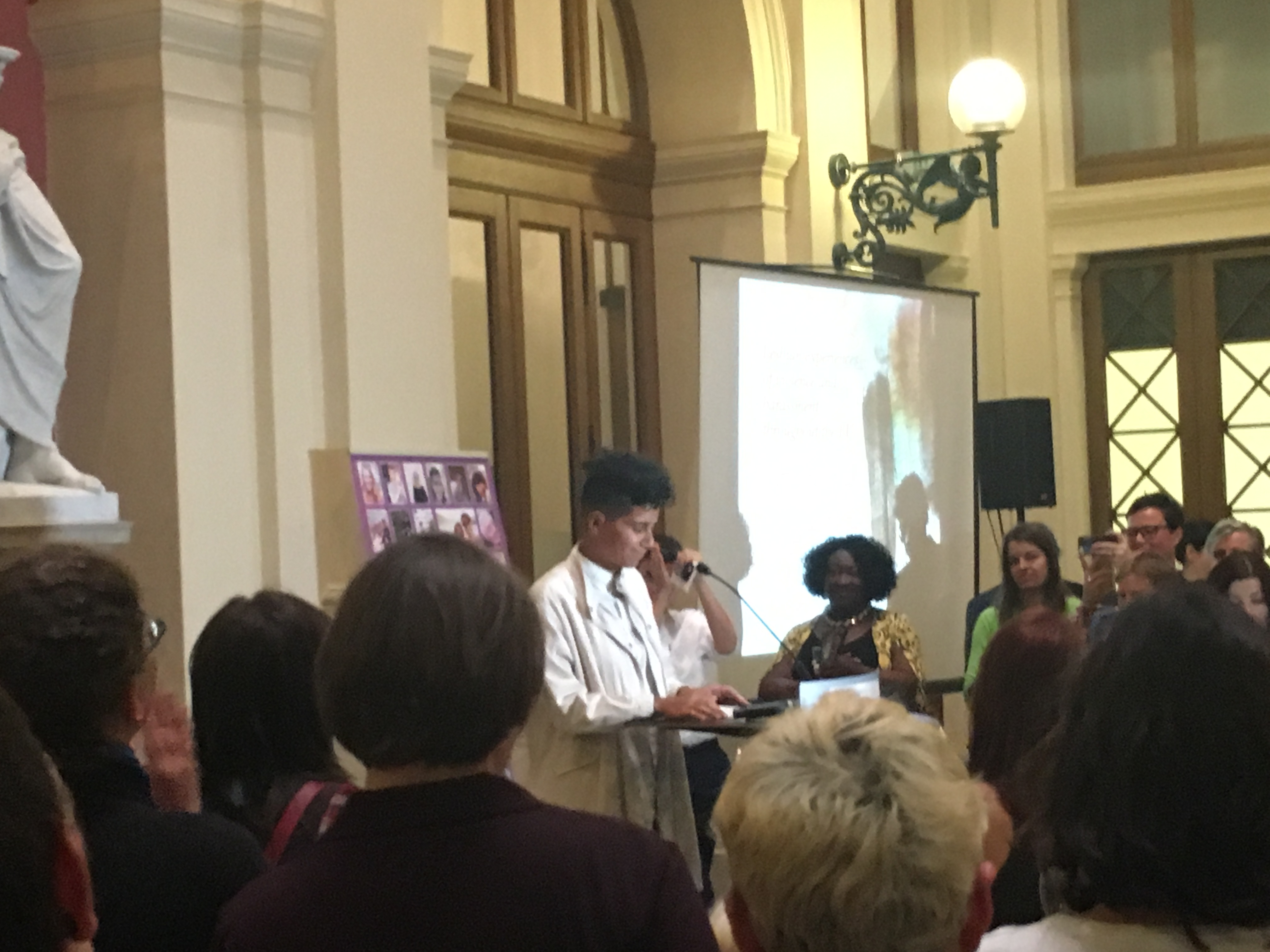
Faika El-Nagashi na European Lesbian Confenrence em Viena, outubro de 2017

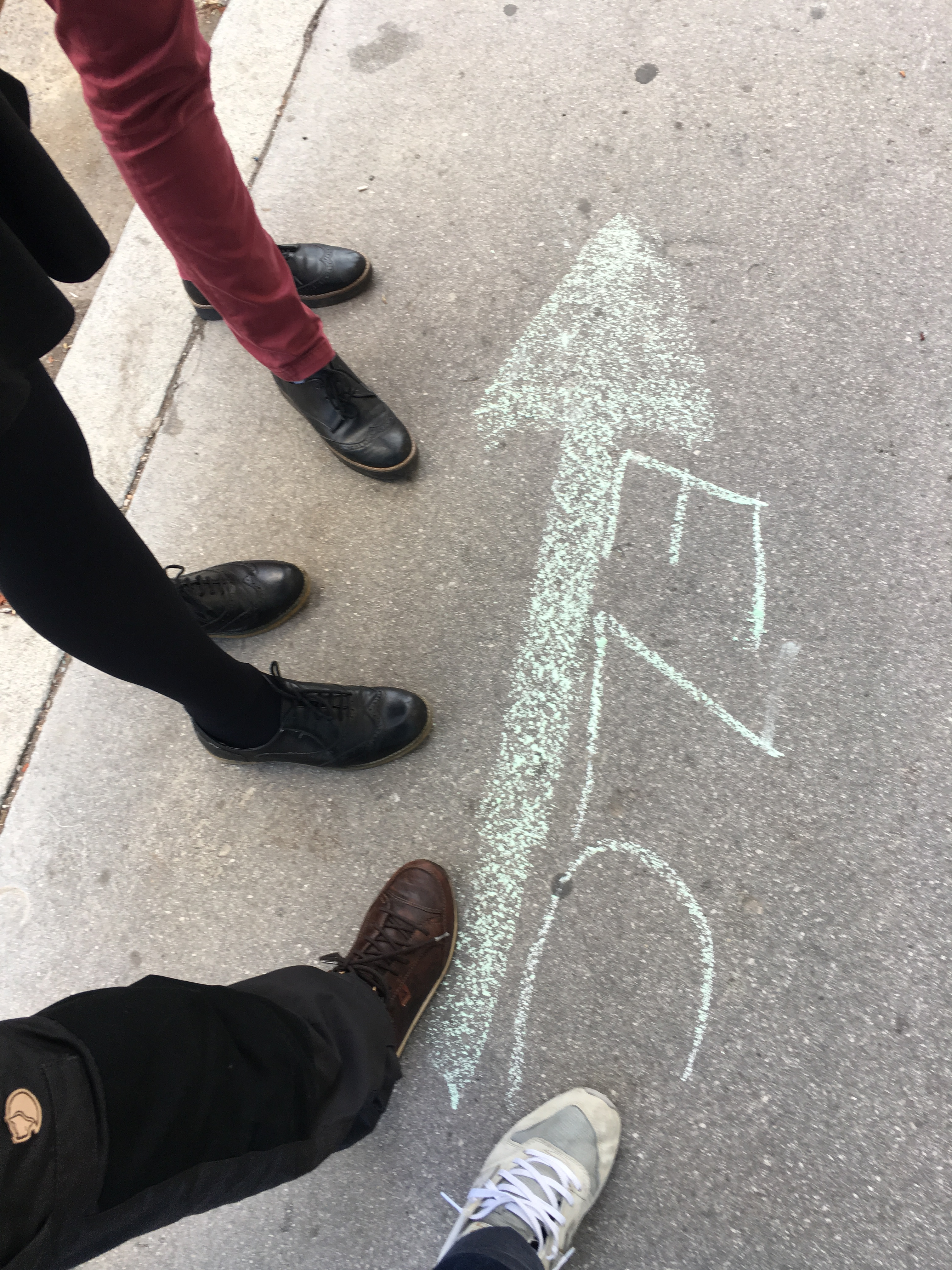
European Lesbian Conference Viena 5 a 8 de outubro de 2017

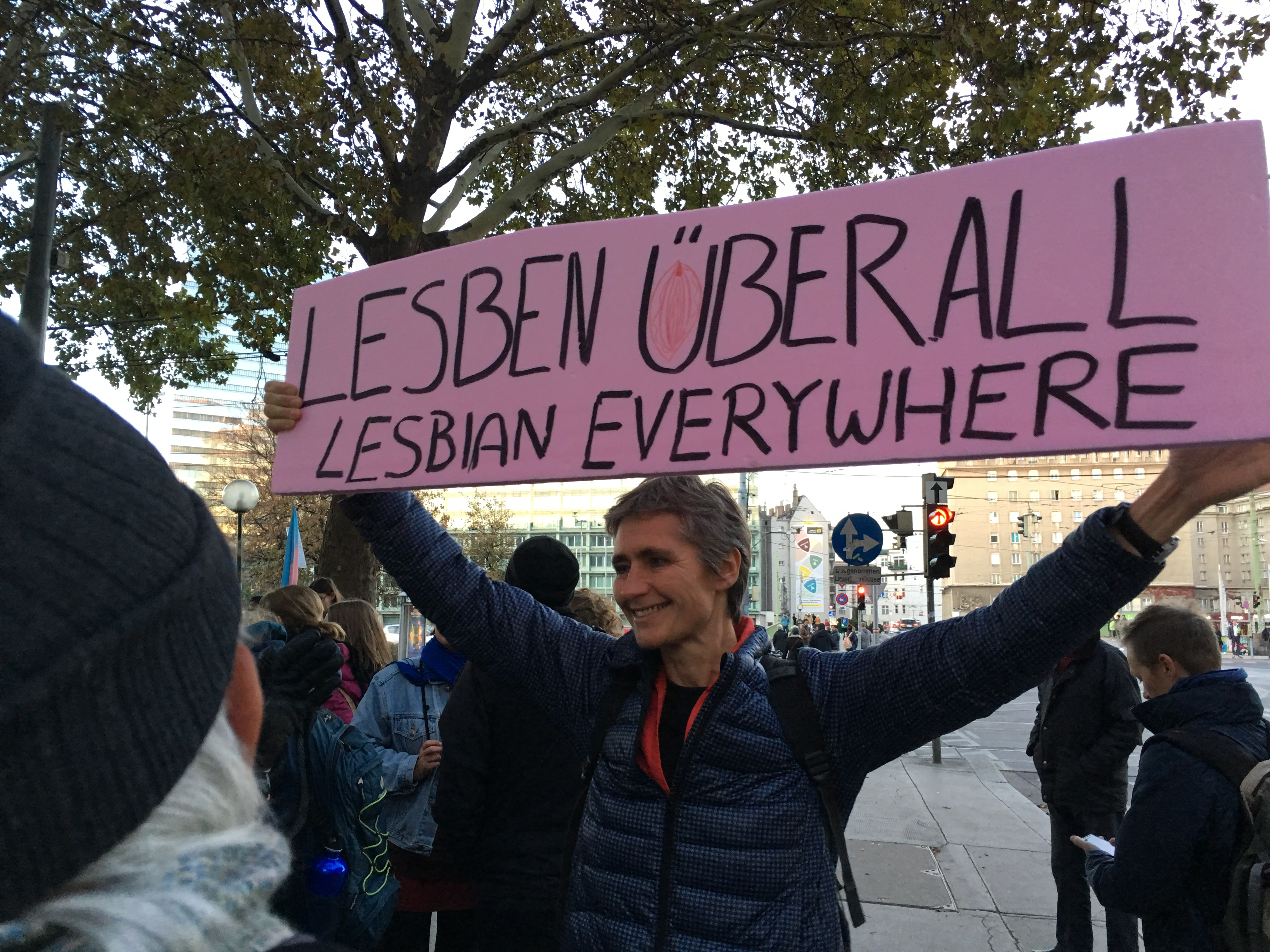
European lesbian conference em Viena, outubro de 2017

## Histórico
A primeira conferência internacional sobre lésbicas foi organizada pelo International Lesbian Information Service (ILIS) dentro da ILGA e 
1980 em Barcelona. Em 1998, o ILIS interrompeu totalmente a sua atividade, emitindo um boletim informativo final. Shelley Anderson escreveu um relatório de 58 páginas intitulado "Lesbian rights are human rights" para enfatizar um dos principais focos do ILIS.
Em 2016, durante a Conferência Europeia anual da ILGA em Chipre. 70 activistas lésbicas europeias organizaram e participaram num workshop. Os participantes do workshop concluíram que havia uma necessidade urgente de capacitar e aumentar a visibilidade das questões lésbicas, de desenvolver redes e de trabalhar nas necessidades e opressões lésbicas.
Consequentemente, em 2017, a primeira conferência europeia sobre lésbicas foi organizada de forma independente da ILGA. Silvia Casalino, Anastasia Danilova, Mariella Müller, Alice Coffin, Olena Shevchenko e Maria von Känel estavam entre os co-fundadores. Em 2 de fevereiro de 2017, Ewa Dziedzic, Mariella Muller e Michaela Tulipan registaram oficialmente a ONG localizada em Viena e presidida por Silvia Casalino e Mariella Müller.
Karima Zahi representou o EL*C durante o Dia da Visibilidade Lésbica no Parlamento Europeu em 26 de abril de 2018.
Nesta ocasião eles falaram sobre a lesbofobia nos países europeus, o activismo lésbico nos Balcãs e na Turquia, a visibilidade das lésbicas na educação e os problemas enfrentados pelas lésbicas requerentes de asilo. Kika Fumero e Martha Fernándes Herráiz da Espanha também foram representantes da ONG Lesworking.

### Conferência de 2017 em Viena
Mais de 400 mulheres de 44 países da Europa, América Latina e Ásia Central foram convidadas para a conferência, segundo Maria von Känel. Embora Belgrado tenha sido inicialmente considerado um possível local para a conferência, Viena foi escolhida por razões logísticas e pelo fato de haver uma comunidade lésbica ativa e visível em Viena.
O principal objetivo da conferência era tornar as lésbicas visíveis, combater a lesbofobia e promover redes de solidariedade. Alice Coffin enfatizou o fato de que quando uma causa não é visível, ela não existe. Para as lésbicas, isto é demonstrado por uma análise do orçamento atribuído às questões lésbicas. Segundo Coffin, dos 424 milhões de dólares destinados a projetos LGBT, apenas 2% são distribuídos para lésbicas. Além disso, a participação nas conferências da ILGA continua a ser algo dispendioso. O EL*C permitiu a participação gratuita de 100 pessoas e manteve uma taxa de inscrição muito baixa, para garantir a diversidade entre os participantes e para responder a estas críticas dirigidas à ILGA desde a década de 1980.
A primeira declaração de abertura foi feita por Ulrike Lunacek, então candidata do Partido Verde Austríaco às eleições legislativas em Viena. No seu discurso de abertura, a política verde austríaca, que também é uma lésbica assumida, sublinhou que se o trabalho sobre a visibilidade era crucial, também era necessário fazer algum progresso legal para garantir direitos iguais para as lésbicas. Outras declarações de abertura seguintes foram feitas por Faika El-Nagashi, Ewa Dziedzic e Phyll Opoku-Gyimah e Linda Riley, a editora da revista Diva,[carece de fontes?] que fez uma introdução à conferência.
Duas mulheres africanas, entre as quais Chukwuike Obioma não puderam comparecer à conferência porque lhes foi negado o visto para a Áustria.
A European Lesbian* Conference foi realizada de 5 a 8 de outubro de 2017. Uma manifestação foi realizada nas ruas de Viena em 7 de outubro, um dia antes do encerramento da conferência. O lema geral do primeiro encontro EL*C foi "CONNECT, REFLECT, ACT, TRANSFORM" ("CONECTAR, REFLETIR, AGIR, TRANSFORMAR").

#### Principais temas da conferência
Os temas principais foram anunciados por Alice Coffin entre outros, em setembro de 2017:
- Ativismo lésbico
- Pesquisa lésbica
- Política lésbica
- Networking e organização lésbica

Elizabeth Holzleithner, professora de filosofia jurídica e estudos de gênero, deu uma conferência de abertura sobre aspectos jurídicos intitulada "Legally lesbian". Ela falou sobre a história jurídica da criminalização de atos sexuais entre mulheres entre pessoas do mesmo sexo.
Foi dado um lugar especial às palestras sobre a história do movimento lésbico na Europa. Evien Tjabbes evocou o surgimento da ILIS na década de 1980, como um desejo de começar a evocar questões lésbicas separadamente da ILGA, porque se sentia que os problemas enfrentados pelas lésbicas eram diferentes, embora existissem sobreposições com questões LGBTIQ.
Alice Coffin, Hengameh Yaghoobifarah e Linda Riley falaram sobre o lugar que as lésbicas ocupam na mídia.

### Conferência de 2019
Em 2018, um comunicado de imprensa anunciou que a conferência EL*C de 2019 aconteceria em Kiev, na Ucrânia, de 12 a 14 de abril.

## Organização
Mariella Müller e Silvia Casalino foram eleitas presidentes na fundação do EL*C em 2017. Outros membros do conselho de 2017 incluíram Biljana Ginova (secretária), Maria von Känel (secretária), Luise Luksch (tesoureira) e Leila Lohman, Michaela Tulipan, Ewa Dziedzic, Olena Shevchenko, Aurora Baba, Alice Coffin, Ilaria Todde, Anastasia Danilova, Pia Stevenson. Dragana Todoriv juntou-se ao conselho após a conferência em Viena.